# Pseudopothyne
Pseudopothyne är ett släkte av skalbaggar. Pseudopothyne ingår i familjen långhorningar.
Kladogram enligt Catalogue of Life:
| Pseudopothyne | \| \| Pseudopothyne luzonica \| \| \| \| \| \| Pseudopothyne multivittipennis \| \| \| \| |
|               | \| \| Pseudopothyne luzonica \| \| \| \| \| \| Pseudopothyne multivittipennis \| \| \| \| |
|               | Pseudopothyne luzonica                                                                    |
|               |                                                                                           |
|               | Pseudopothyne multivittipennis                                                            |
|               |                                                                                           |